# Llista d'episodis de Lost
Això és una llista dels capítols de la sèrie de televisió Lost.

## Índex de capítols

### 1a temporada
| Títol | Data d'estrena         | Codi de producció | Personatge central | #  |  |
| --- | ---------------------- | ----------------- | ------------------ | -- |  |
| |                        |                   |                    |    |  |
| Pilot: Part 1 (Pilot: Part 1) | 22 de setembre de 2004 | 100A              | Jack               | 1  |  |
| Jack i Kate s'encarreguen dels supervivents de l'accident del vol 815 d'Oceanic i atenen als ferits. Se senten grunyits misteriosos provinents de la jungla. Jack, Kate i Charlie s'endinsen dins la jungla per trobar la cabina de l'avió. |                        |                   |                    |    |  |
| |                        |                   |                    |    |  |
| Pilot: Part 2 (Pilot: Part 2) | 29 de setembre de 2004 | 100B              | Kate i Charlie     | 2  |  |
| Amb l'objectiu de ser rescatats, Sayid fa un intent d'enviar un senyal d'auxili. En comptes d'això, reben una transmissió misteriosa en francès. Sawyer dispara a un os polar al mig de la jungla.                                          |                        |                   |                    |    |  |
| |                        |                   |                    |    |  |
| Tabula rasa (Tabula Rasa) | 6 d'octubre de 2004    | 101               | Kate               | 3  |  |
| En un intent per salvar la vida del policia, Jack descobreix un impactant secret sobre Kate mentre la vida del policia penja d'un fil. Michael adverteix Walt que no s'acosti a Locke, que pensa que ell és "especial".                     |                        |                   |                    |    |  |
| |                        |                   |                    |    |  |
| Passeig (Walkabout) | 13 d'octubre de 2004   | 102               | Locke              | 4  |  |
| Quan s'acaben les reserves de menjar de l'avió, Locke recluta voluntaris per caçar porcs senglars. Mentrestant, Claire i Sayid decideixen fer una espècie de missa per als que han mort a l'accident.                                       |                        |                   |                    |    |  |
| |                        |                   |                    |    |  |
| El conill blanc (White Rabbit) | 20 d'octubre de 2004   | 103               | Jack               | 5  |  |
| Deshidratat i amb son endarrerida, Jack ha de prendre una decisió sobre si ha de liderar el grup mentre persegueix al·lucinacions de son pare mort.                                                                                         |                        |                   |                    |    |  |
| |                        |                   |                    |    |  |
| La casa del sol naixent (House of the Rising Sun) | 27 d'octubre de 2004   | 104               | Sun                | 6  |  |
| Sun revela un secret a Michael després de ser atacat per Jin. Locke descobreix l'addició a l'heroïna de Charlie. Els supervivents discuteixen sobre si haurien de quedar a la platja o traslladar-se a les coves.                           |                        |                   |                    |    |  |
| |                        |                   |                    |    |  |
| L'arna (The Moth) | 3 de novembre de 2004  | 105               | Charlie            | 7  |  |
| Locke ajuda Charlie amb el seu problema amb les drogues. Sayid intenta triangular la transmissió francesa. Jack decideix abandonar la platja i decideix anar a les coves descobertes recentment amenys d'una milla.                         |                        |                   |                    |    |  |
| |                        |                   |                    |    |  |
| Home de confiança (Confidence Man) | 10 de novembre de 2004 | 106               | Sawyer             | 8  |  |
| Sayid es veu obligat a torturar Sawyer quan aquest refusa entregar-li una medicina salvadora. Charlie intenta convèncer Claire de traslladar-se a les coves.                                                                                |                        |                   |                    |    |  |
| |                        |                   |                    |    |  |
| Solitari (Solitary) | 17 de novembre de 2004 | 107               | Sayid              | 9  |  |
| Una dona misteriosa pren presoner Sayid, i li xerra de coses de l'illa. Hurley fa un camp de golf per mitigar l'estrés dels supervivents.                                                                                                   |                        |                   |                    |    |  |
| |                        |                   |                    |    |  |
| Criat per un altre (Raised By Another) | 1 de desembre de 2004  | 108               | Claire             | 10 |  |
| Els malsons de Claire li fan pensar que ella i son futur fill estan en perill. El cens de l'illa de Hurley enfronta els supervivents a una realitat que afecta a un d'ells.                                                                 |                        |                   |                    |    |  |
| |                        |                   |                    |    |  |
| Tots els homes tenen conflictes generacionals (All the Best Cowboys Have Daddy Issues) | 8 de desembre de 2004  | 109               | Jack               | 11 |  |
| Després del rapte de Charlie i Claire, els supervivents surten a cercar-los. Inesperadament, però, troben una cosa diferent. |                        |                   |                    |    |  |
| |                        |                   |                    |    |  |
| En qualsevol cas (Whatever the Case May Be) | 5 de gener de 2005     | 110               | Kate               | 12 |  |
| Quan Sawyer i Kate troben una maleta metàl·lica, Kate s'esforça per quedar-sa-la. Rose agombola a un Charlie deprimit, i Sayid fitxa Shannon perquè li ajudi a traduir els mapes de Danielle.                                               |                        |                   |                    |    |  |
| |                        |                   |                    |    |  |
| Cors i ments (Hearts and Minds) | 12 de gener de 2005    | 111               | Boone i Shannon    | 13 |  |
| Boone qüestiona la conveniència de passar tant de temps devora l'escotilla, provocant que Locke posi Boone i Shannon en perill aparent. Els altres supervivents comencen a desconfiar de Locke.                                             |                        |                   |                    |    |  |
| |                        |                   |                    |    |  |
| Especial (Special) | 19 de gener de 2005    | 112               | Michael i Walt     | 14 |  |
| Michael s'enfronta a Walt que ha estat practicant amb els ganivets amb Locke, i li demana que l'ajudi en la construcció del bot. Walt es troba lluitant per la seva vida quan una bèstia el persegueix per la jungla.                       |                        |                   |                    |    |  |
| |                        |                   |                    |    |  |
| Retorn a casa (Homecoming) | 9 de febrer de 2005    | 113               | Charlie            | 15 |  |
| La Claire torna al campament, i mentre l'Ethan farà l'impossible per recuperar-la, Charlie i els altres supervivents estan convençuts de poder-ho evitar..                                                                                  |                        |                   |                    |    |  |
| |                        |                   |                    |    |  |
| Fugitius (Outlaws) | 16 de febrer de 2005   | 114               | Sawyer             | 16 |  |
| En Sawyer, amb l'ajuda de na Kate, persegueix un senglar. En Sayid demana ajuda a en Hurley, perquè s'adona que en Charlie té un comportament estrany.                                                                                      |                        |                   |                    |    |  |
| |                        |                   |                    |    |  |
| ...en la traducció (...In Translation) | 23 de febrer de 2005   | 115               | Jin i Sun          | 17 |  |
| Quan Jin és culpat de l'incendi del bot, Sun ha de revelar el seu secret al seu marit i als altres supervivents. La relació de Sayid i Shannon va per bon camí..                                                                            |                        |                   |                    |    |  |
| |                        |                   |                    |    |  |
| Nombres (Numbers) | 2 de març de 2005      | 116               | Hurley             | 18 |  |
| Hurley se'n va a la recerca de Danielle quan reconeix les sèries de nombres que ella escriví repetidament, fent que Jack, Sayid i Charlie vagin darrera ell. Locke demana a Claire ajuda per a construir un objecte desconegut.             |                        |                   |                    |    |  |
| |                        |                   |                    |    |  |
| Deus Ex Machina (Deus Ex Machina) | 30 de març de 2005     | 117               | Locke              | 19 |  |
| Una visió de Locke el duu a ell i a Boone cap a la jungla per trobar una manera d'obrir l'escotilla, cosa que té conseqüències fatals. Kate demana a Jack si pot ajudar a Sawyer amb el seu mal de cap.                                     |                        |                   |                    |    |  |
| |                        |                   |                    |    |  |
| No facis mal (Do No Harm) | 6 d'abril de 2005      | 118               | Jack               | 20 |  |
| Mentre Jack intenta salvar un Boone moribund, Claire es posa de part. Això, força Kate a actuar com a comare. Sayid sorprèn Shannon amb una vetllada romàntica a la platja.                                                                 |                        |                   |                    |    |  |
| |                        |                   |                    |    |  |
| El bé major (The Greater Good) | 4 de maig de 2005      | 119               | Sayid              | 21 |  |
| Locke reapareix al funeral de Boone, provocant gran tensió entre ell i Jack. Shannon demana a Sayid que vengi la mort de son germà, forçant-lo a triar entre el seu amor i la seva ètica.                                                   |                        |                   |                    |    |  |
| |                        |                   |                    |    |  |
| Nascuda per fugir (Born to Run) | 11 de maig de 2005     | 120               | Kate               | 22 |  |
| Quan Michael emmalalteix degut a un enverinament, totes les sospites recauen en Kate. Locke mostra l'escotilla a Sayid i Jack, que tenen diferents punts de vista sobre què fer amb ella.                                                   |                        |                   |                    |    |  |
| |                        |                   |                    |    |  |
| Èxode: Part 1 (Exodus: Part 1) | 18 de maig de 2005     | 121               | Diversos           | 23 |  |
| Rousseau alerta els supervivents que "Els Altres" venen. Això fa pensar al group que el millor lloc per estar és dins el búnquer. El bot està a punt per salpar.                                                                            |                        |                   |                    |    |  |
| |                        |                   |                    |    |  |
| Èxode: Part 2 (Exodus: Part 2) | 25 de maig de 2005     | 122               | Diversos           | 24 |  |
| Jack, Kate, Hurley, i Locke s'encaminen cap a l'escotilla per intentar volar-la. Danielle segresta l'infant de Claire, provocant que Charlie i Sayid iniciïn la seva persecució.                                                            |                        |                   |                    |    |  |
| |                        |                   |                    |    |  |
| Èxode: Part 3 (Exodus: Part 3) | 25 de maig de 2005     | 122               | Diversos           | 25 |  |
| Els supervivents del bot troben quelcom a la mar. Jack, Locke, Kate i Hurley tornen de la Roca Negra i volen l'escotilla. |                        |                   |                    |    |  |
| |                        |                   |                    |    |  |

A més dels vint-i-cinc episodis regulars, s'emeté un especial, "Lost: The Journey". Fou estrenat el 27 d'abril de 2005 per posar els misteris de l'illa i els personatges en perspectiva per encarar el final de la temporada. Resumeix els 20 primers episodis de la primera temporada.

### 2a temporada
| Títol | Data d'estrena         | Codi de producció | Personatge principal        | #  |  |
| --- | ---------------------- | ----------------- | --------------------------- | -- |  |
| |                        |                   |                             |    |  |
| Home de ciència, home de fe (Man of Science, Man of Faith) | 21 de setembre de 2005 | 201               | Jack                        | 26 |  |
| Quan Jack, Kate i Locke investiguen l'escotilla, troben un home vivint-hi a dins que pensa que ells són uns altres. Shannon té una encontre misteriós a la jungla.                                                             |                        |                   |                             |    |  |
| |                        |                   |                             |    |  |
| A la deriva (Adrift) | 28 de setembre de 2005 | 202               | Michael                     | 27 |  |
| Michael i un Sawyer ferit miren de sobreviure als perills de l'oceà, però no poden trobar Jin ni Walt per enlloc. El misteri de l'escotilla es revela.                                                                         |                        |                   |                             |    |  |
| |                        |                   |                             |    |  |
| Orientació (Orientation) | 5 d'octubre de 2005    | 203               | Locke                       | 28 |  |
| Jack i Locke descobreixen el propòsit del refugi. Michael, Sawyer, i Jin asón fets captius per gent que creu que són "Els Altres".                                                                                             |                        |                   |                             |    |  |
| |                        |                   |                             |    |  |
| Tothom odia Hugo (Everybody Hates Hugo) | 12 d'octubre de 2005   | 204               | Hurley                      | 29 |  |
| Hurley té problemes amb la tasca que li han assignat dins el refugi. Michael, Sawyer, i Jin descobreixen que els seus captors són, en realitat, altres supervivents del vol 815 d'Oceanic.                                     |                        |                   |                             |    |  |
| |                        |                   |                             |    |  |
| ... i trobats (...And Found) | 19 d'octubre de 2005   | 205               | Jin i Sun                   | 30 |  |
| Jin i Eko persegueixen Michael mentre aquest cerca Walt. Passant pena per la vida de son marit, Sun cerca la seva aliança perduda.                                                                                             |                        |                   |                             |    |  |
| |                        |                   |                             |    |  |
| Abandonats (Abandoned) | 9 de novembre de 2005  | 206               | Shannon                     | 31 |  |
| Shannon cerca Walt quan creu que ell és a l'illa. Amb Sawyer a prop de la mort, Ana Lucia i els supervivents de la secció de la cua de l'avió arriben al campament de la platja.                                               |                        |                   |                             |    |  |
| |                        |                   |                             |    |  |
| Els altres 48 dies (The Other 48 Days) | 16 de novembre de 2005 | 207               | La gent de la cua de l'avió | 32 |  |
| Els primers 48 dies després de l'accident són recordats des del punt de vista dels supervivents de la cua de l'avió. |                        |                   |                             |    |  |
| |                        |                   |                             |    |  |
| Xoc (Collision) | 23 de novembre de 2005 | 208               | Ana Lucia                   | 33 |  |
| Quan els supervivents del fuselatge i de la cua de l'avió finalment es troben, la violència irromp i una identificació errònia acaba en tragèdia.                                                                              |                        |                   |                             |    |  |
| |                        |                   |                             |    |  |
| El que feu Kate (What Kate Did) | 30 de novembre de 2005 | 209               | Kate                        | 34 |  |
| Kate pensa que està embogint quan el ferit Sawyer actua de manera estranya. Locke i Eko descobreixen més coses de l'amagatall, i Michael ensopega amb un missatge inesperat.                                                   |                        |                   |                             |    |  |
| |                        |                   |                             |    |  |
| Salm 23 (The 23rd Psalm) | 11 de gener de 2006    | 210               | Eko                         | 35 |  |
| Eko demana a Charlie que el dugui fins a l'avioneta dels traficants de droga. Claire ja no confia en Charlie després de descobrir el seu secret.                                                                               |                        |                   |                             |    |  |
| |                        |                   |                             |    |  |
| L'equip de caça (The Hunting Party) | 18 de gener de 2006    | 211               | Jack                        | 36 |  |
| Michael deixa els altres supervivents per anar a la recerca de Walt. Jack, Locke, i Sawyer el persegueixen, però troben algú altre a la jungla.                                                                                |                        |                   |                             |    |  |
| |                        |                   |                             |    |  |
| Foc + Aigua (Fire + Water) | 25 de gener de 2006    | 212               | Charlie                     | 37 |  |
| Charlie té un somni en el qual veu que la vida d'Aaron està en perill, i s'excedeix una mica tractant de salvar-lo. Sawyer ajuda a Hurley a festejar a Libby.                                                                  |                        |                   |                             |    |  |
| |                        |                   |                             |    |  |
| El gran cop (The Long Con) | 8 de febrer de 2006    | 213               | Sawyer                      | 38 |  |
| Quan Sun és ferida, la tensió s'eleva entre Jack, Locke, Kate i Ana Lucia per mor de les armes mentre Sawyer s'ho mira divertit.                                                                                               |                        |                   |                             |    |  |
| |                        |                   |                             |    |  |
| Un d'ells (One of Them) | 15 de febrer de 2006   | 214               | Sayid                       | 39 |  |
| Rousseau duu Sayid cap a un presoner que ella creu que és dels "Altres". Quan Locke suggereix que han d'interrogar-lo, Sayid torna a fer de torturador.                                                                        |                        |                   |                             |    |  |
| |                        |                   |                             |    |  |
| L'amagatall (Maternity Leave) | 1 de març de 2006      | 215               | Claire                      | 40 |  |
| Quan Aaron emmalalteix, Claire, Kate i Danielle parteixen a cercar el lloc on Claire estigué captiva per trobar una cura. Jack i Locke discuteixen sobre com tractar Henry Gale.                                               |                        |                   |                             |    |  |
| |                        |                   |                             |    |  |
| Tota la veritat (The Whole Truth) | 22 de març de 2006     | 216               | Sun                         | 41 |  |
| Sun pensa que pot estar embarassada. Locke demana a Ana Lucia que interrogui Henry Gale. Això provoca que ella, Sayid i Charlie vagin a la recerca del globus de Henry.                                                        |                        |                   |                             |    |  |
| |                        |                   |                             |    |  |
| Tancat (Lockdown) | 29 de març de 2006     | 217               | Locke                       | 42 |  |
| Quan el búnquer de sobte pren vida pròpia, Locke ha de demanar ajuda a un estrany aliat per controlar la situació. Ana Lucia, Sayid i Charlie continuen la recerca del globus de Henry.                                        |                        |                   |                             |    |  |
| |                        |                   |                             |    |  |
| Dave (Dave) | 5 d'abril de 2006      | 218               | Hurley                      | 43 |  |
| Libby ajuda Hurley quan aquest comença a pensar que l'illa té un efecte estrany sobre ell. "Henry Gale" diu a Locke qualque cosa que el fa dubtar de la seva fe en el búnquer.                                                 |                        |                   |                             |    |  |
| |                        |                   |                             |    |  |
| S.O.S. (S.O.S.) | 12 d'abril de 2006     | 219               | Rose i Bernard              | 44 |  |
| Rose, de manera sorprenent, s'oposa amb vehemència als plans de Bernard per crear un senyal de S.O.S. a la platja. Ressorgeixen moments romàntics entre Jack i Kate. Locke continua perdent la fe en l'illa.                   |                        |                   |                             |    |  |
| |                        |                   |                             |    |  |
| Dos pel camí (Two for the Road) | 3 de maig de 2006      | 220               | Ana Lucia                   | 45 |  |
| Jack i Kate duen un Michael exhaust al búnquer, i, amb ell, notícies d'"Els Altres". Mentrestant, Ana Lucia prova de fer confessar al presoner, i Hurley planeja una cita sorpresa per a Libby.                                |                        |                   |                             |    |  |
| |                        |                   |                             |    |  |
| ? (?) | 10 de maig de 2006     | 221               | Eko                         | 46 |  |
| El Sr. Eko convenç Locke per ajudar-lo a trobar un lloc secret que ell creu que conté respostes als misteris de l'illa. Mentrestant, Jack i els altres supervivents s'esforcen per controlar la terrible situació del búnquer. |                        |                   |                             |    |  |
| |                        |                   |                             |    |  |
| Tres minuts (Three Minutes) | 17 de maig de 2006     | 222               | Michael                     | 47 |  |
| Un Michael decidit convenç Jack i uns quants nàufrags més d'ajudar-lo per anar a rescatar Walt dels "Altres". Mentrestant, Charlie desaprova la decisó d'Eko d'aturar de construir l'església.                                 |                        |                   |                             |    |  |
| |                        |                   |                             |    |  |
| Viure junts, morir sols: Part 1 (Live Together, Die Alone: Part 1) | 24 de maig de 2006     | 223               | Desmond                     | 48 |  |
| En descobrir alguna cosa estranya mar endins, Jack i Sayid tramen un pla per enfrontar-se als "Altres". A la vegada, hi ha respostes a la incògnita d'on ha estat Michael aquests dies i que els ha succeït a ell i a Walt.    |                        |                   |                             |    |  |
| |                        |                   |                             |    |  |
| Viure junts, morir sols: Part 2 (Live Together, Die Alone: Part 2) | 24 de maig de 2006     | 223               | Desmond                     | 49 |  |
| Eko i Locke s'enfronten quan Locke pren una decisió potencialment cataclísmica referent al "botó" i al búnquer. Desmond torna i descobreix nous aspectes de la seva experiència a l'illa els darrers tres anys.                |                        |                   |                             |    |  |
| |                        |                   |                             |    |  |

A més dels vint-i-tres episodis regulars de la segona temporada, s'emeteren tres episodis especials que resumeixen la situació fins aquell moment:
- Destination Lost. Estrenat el 21 de setembre de 2005 (abans de començar la segona temporada).
- Lost revelation. Estrenat l'11 de gener de 2006 (entre els episodis 9 i 10 de la segona temporada).
- Lost:The Reckoning. Estrenat el 26 d'abril de 2006 (entre els episodis 19 i 20 de la segona temporada).

### 3a temporada
| Títol | Data d'estrena        | Codi de producció | Personatge principal | #  |  |
| --- | --------------------- | ----------------- | -------------------- | -- |  |
| |                       |                   |                      |    |  |
| Una història de dues ciutats (A Tale of two cities) | 4 d'octubre de 2006   | 301               | Jack                 | 50 |  |
| Jack, Kate i Sawyer són fets presoners pels "Altres" en diferents llocs al voltant de l'"Hydra", una estació de la iniciativa DHARMA. Les tensions van en augment quan s'enfronten entre ells i amb els "Altres". Jack recorda les complicacions en el seu divorci. |                       |                   |                      |    |  |
| |                       |                   |                      |    |  |
| La ballarina de cristall (The Glass Ballerina) | 11 d'octubre de 2006  | 302               | Jin i Sun            | 51 |  |
| Ben ofereix a Jack treure'l de l'illa si col·labora. Al veler de Desmond, Sayid, Jin i Sun troben el lloc on els "Altres" han captivat els seus amics. Els "Altres" primer els paren una emboscada i els prenen el veler, de manera que Sun dispara contra un d'ells. Sun i Jin recorden, cadascú en situacions diferents, el seu afer amb Jae Lee.                                                                               |                       |                   |                      |    |  |
| |                       |                   |                      |    |  |
| Instruccions addicionals (Further instructions) | 18 d'octubre de 2006  | 303               | Locke                | 52 |  |
| Locke, Desmond i Eko sobreviuen a l'explosió de l'Escotilla. Locke té una visió de Boone i va amb Charlie a salvar Eko d'un os polar. Hurley descobreix que Desmond pot veure el futur. Locke recorda el temps en què va viure amb una comunitat que es dedicava a la plantació de marihuana. |                       |                   |                      |    |  |
| |                       |                   |                      |    |  |
| Cadascú per a si mateix (Every man for himself) | 25 d'octubre de 2006  | 304               | Sawyer               | 53 |  |
| L'"Altra" a la qual Sun havia disparat, mor. Kate i Sawyer planifiquen escapar-se. Ben ensarrona Sawyer per tal que col·laboria amb ell i li revela que l'Hydra és un una illa més petita i separada de l'altra, fent que el pla per escapar-se que havien elaborat Kate i Sawyer esdevingui impossible. Jack descobreix que ha estat captivat per operar un tumor espinal d'un "Altre". Sawyer recorda la seva època a la presó. |                       |                   |                      |    |  |
| |                       |                   |                      |    |  |
| El preu de viure (The cost of living) | 1 de novembre de 2006 | 305               | Mr. Eko              | 54 |  |
| |                       |                   |                      |    |  |
| |                       |                   |                      |    |  |
| Sí, vull (I do) | 8 de novembre de 2006 | 306               | Kate                 | 55 |  |
| |                       |                   |                      |    |  |
| |                       |                   |                      |    |  |
| No a Portland (Not in Portland) | 7 de febrer de 2007   | 307               | Juliet               | 56 |  |
| |                       |                   |                      |    |  |
| |                       |                   |                      |    |  |
| Flaixos davant els teus ulls (Flashes Before Your Eyes) | 14 de febrer de 2007  | 308               | Desmond              | 57 |  |
| |                       |                   |                      |    |  |
| |                       |                   |                      |    |  |
| Estrany en terra estranya (Stranger in a Strange Land) | 21 de febrer de 2007  | 309               | Jack                 | 58 |  |
| |                       |                   |                      |    |  |
| |                       |                   |                      |    |  |
| La Tricia Tanaka està morta (Tricia Tanaka is Dead) | 28 de febrer de 2007  | 310               | Hurley               | 59 |  |
| |                       |                   |                      |    |  |
| |                       |                   |                      |    |  |
| Introduïu 77 (Enter 77) | 7 de març de 2007     | 311               | Sayid                | 60 |  |
| |                       |                   |                      |    |  |
| |                       |                   |                      |    |  |
| Par avion (Par avion) | 14 de març de 2007    | 312               | Claire               | 61 |  |
| |                       |                   |                      |    |  |
| |                       |                   |                      |    |  |
| L'home de Tallahassee (The Man from Tallahassee) | 21 de març de 2007    | 313               | Locke                | 62 |  |
| |                       |                   |                      |    |  |
| |                       |                   |                      |    |  |
| Exposat (Exposé) | 28 de març de 2007    | 314               | Nikki i Paulo        | 63 |  |
| |                       |                   |                      |    |  |
| |                       |                   |                      |    |  |
| Deixada enrere (Left Behind) | 4 d'abril de 2007     | 315               | Kate                 | 64 |  |
| |                       |                   |                      |    |  |
| |                       |                   |                      |    |  |
| Un/a dels nostres (One of us) | 11 d'abril de 2007    | 316               | Juliet               | 65 |  |
| |                       |                   |                      |    |  |
| |                       |                   |                      |    |  |
| Trampa-22 (Catch-22) | 18 d'abril de 2007    | 317               | Desmond              | 66 |  |
| |                       |                   |                      |    |  |
| |                       |                   |                      |    |  |
| D.O.C. (D.O.C.) | 25 d'abril de 2007    | 318               | Sun                  | 67 |  |
| |                       |                   |                      |    |  |
| |                       |                   |                      |    |  |
| El bergantí (The Brig) | 2 de maig de 2007     | 319               | Locke                | 68 |  |
| |                       |                   |                      |    |  |
| |                       |                   |                      |    |  |
| L'home darrere la cortina (The Man Behind the Curtain) | 9 de maig de 2007     | 320               | Ben                  | 69 |  |
| |                       |                   |                      |    |  |
| |                       |                   |                      |    |  |
| Grans èxits (Greatest Hits) | 16 de maig de 2007    | 321               | Charlie              | 70 |  |
| |                       |                   |                      |    |  |
| |                       |                   |                      |    |  |
| A través del mirall:Part 1 (Through the Looking Glass) | 23 de maig de 2007    | 322               | Jack                 | 71 |  |
| |                       |                   |                      |    |  |
| |                       |                   |                      |    |  |
| A través del mirall: Part 2 (Through the Looking Glass) | 23 de maig de 2007    | 322               | Jack                 | 72 |  |

### 4a temporada
| Títol | Data d'estrena       | Codi de producció | Personatge principal             | #  |  |
| --- | -------------------- | ----------------- | -------------------------------- | -- |  |
| |                      |                   |                                  |    |  |
| El principi de la fi (The Beginning of the End) | 31 de gener de 2008  | 401               | Hurley                           | 73 |  |
| El missatge de Charlie en el moment de la seva mort desperta dubtes sobre les intencions de la gent que Jack creu són els rescatadors. Una lluita de poder sorgeix entre Jack, que vol marxar de l'illa, i Locke, que creu que el destí de tots ells és quedar-s'hi. |                      |                   |                                  |    |  |
| |                      |                   |                                  |    |  |
| Mort confirmada (Confirmed dead) | 7 de febrer de 2008  | 402               | Daniel, Miles, Charlotte i Frank | 74 |  |
| Els supervivents del suposat "equip de rescat" són escampats per l'illa a causa de problemes amb el seu helicòpter. En el moment en què aquests són localitzats pels perduts, rebelen a contracor que, efectivament, la seva missió no és de rescat. |                      |                   |                                  |    |  |
| |                      |                   |                                  |    |  |
| L'economista (The economist) | 14 de febrer de 2008 | 403               | Sayid                            | 75 |  |
| Sayid, acompanyat de Kate, negocia un pacte amb Locke per tal que Charlotte li sigui lliurada i així poder prendre l'helicòpter per anar al vaixell de l'"equip de rescat". Kate decideix quedar-se amb Sawyer al campament dels "altres", on Locke i els seus acompanyants s'han instal·lat. |                      |                   |                                  |    |  |
| |                      |                   |                                  |    |  |
| La ciutat dels ous (Eggtown) | 21 de febrer de 2008 | 404               | Kate                             | 76 |  |
| Kate s'ajuda de Sawyer per poder trobar-se amb Miles i Ben. Quan tots tres coincideixen, Miles ofereix a Ben condicions per no lliurar-lo als seus companys d'equip, que tenen com a missió trobar-lo. Quan Locke descobreix què ha passat, fa fora Kate del campament. |                      |                   |                                  |    |  |
| |                      |                   |                                  |    |  |
| La constant (The constant) | 28 de febrer de 2008 | 405               | Desmond                          | 77 |  |
| Durant el trajecte amb helicòpter cap al vaixell, la consciència de Desmond comença a fer salts en el temps entre 1996 i 2004. Ell es veu obligat a trobar Daniel Faraday l'any 1996 per poder aturar aquests salts que el poden portar a la mort. |                      |                   |                                  |    |  |
| |                      |                   |                                  |    |  |
| L'altra dona (The other woman) | 6 de març de 2008    | 406               | Juliet                           | 78 |  |
| Charlotte i Daniel es dirigeixen a l'estació d'energia de l'illa on suposadament volen aturar una fuita de gas tòxic, malgrat que Kate, Juliet i Jack pensen el contrari. Ben convenç Locke de què l'alliberi. |                      |                   |                                  |    |  |
| |                      |                   |                                  |    |  |
| Ji Yeon (Ji Yeon) | 13 de març de 2008   | 407               | Jin i Sun                        | 79 |  |
| Sun vol fugir del grup de Jack i Jin diu que l'acompanyarà, però finalment Juliet la convenç perquè es quedi. Sayid i Desmond esbrinen de qui és propietat el vaixell i qui és l'infiltrat de Ben. |                      |                   |                                  |    |  |
| |                      |                   |                                  |    |  |
| Et presento en Kevin Johnson (Meet Kevin Johnson) | 20 de març de 2008   | 408               | Michael                          | 80 |  |
| Sayid i Desmond es troben amb Michael i el primer li demana que li expliqui què hi fa el vaixell. Michael els explica la seva història des que va fugir de l'illa amb Walt. Ben convenç Alex, Karl i Rousseau de què fugin del campament de Locke cap a l'estació Temple, on diu que estaran segurs. |                      |                   |                                  |    |  |
| |                      |                   |                                  |    |  |
| El que ens espera (The shape of things to come) | 24 d'abril de 2008   | 409               | Ben                              | 81 |  |
| Alex és segrestada pel grup que ha disparat Rousseau i Karl. Aquest mateix grup ataca el campament de Locke. El cadàver del metge del vaixell de rescat apareix a la platja. |                      |                   |                                  |    |  |
| |                      |                   |                                  |    |  |
| Un bon record de casa (Something nice back home) | 1 de maig de 2008    | 410               | Jack                             | 82 |  |
| Juliet descobreix que Jack té apendicitis i decideix operar-lo. Miles, Sawyer, Claire i Aaron descobreixen els cadàvers de Rousseau i de Karl de camí cap a la platja. |                      |                   |                                  |    |  |
| |                      |                   |                                  |    |  |
| Claustrofòbia (Cabin Fever) | 8 de maig de 2008    | 411               | Locke                            | 83 |  |
| Locke té un somni que li proporciona la pista per trobar la cabana de Jacob. Els militars arriben al vaixell amb les intencions de retornar a l'illa. Sayid i Desmond busquen la forma de retornar a l'illa ells també. |                      |                   |                                  |    |  |
| |                      |                   |                                  |    |  |
| Enlloc com a casa: Part 1 (There's no place like home: Part 1) | 15 de maig de 2008   | 412               | Jack, Kate, Hurley, Sayid i Sun  | 84 |  |
| Jack i Kate decideixen seguir l'helicòpter que ve del vaixell de rescat. Pel camí topen amb Sawyer, Miles i Aaron. Finalment, tots decideixen tornar a la platja excepte Jack i Sawyer que continuen el camí cap a l'helicòpter. Sayid arriba a l'illa amb la llanxa per començar a portar supervivents cap al vaixell de rescat. Ben, Locke i Hugo s'encaminen cap a l'estació Orchid, on també van els militars. |                      |                   |                                  |    |  |
| |                      |                   |                                  |    |  |
| Enlloc com a casa: Parts 2 i 3 (There's no place like home: Parts 2 and 3) | 29 de maig de 2008   | 413               | Jack, Kate, Hurley, Sayid i Sun  | 85 |  |
| "Els altres" paren una trampa als militars i rescaten a Ben, que se'n va a l'estació Orchid amb Locke, per ajudar-lo a fer el que Jacob els va aconsellar. Jack, Kate, Sawyer, Sayid i Hurley es dirigeixen a l'helicòpter per fugir cap el vaixell on, mentrestant, Desmond, Michael i Jin intenten desactivar els explosius que poden detonar-se d'un moment a l'altre.                                          |                      |                   |                                  |    |  |
| |                      |                   |                                  |    |  |

### 5a temporada
- Perquè te'n vas anar
- La mentida
- Jughead
- El petit príncep
- Aquest lloc és la mort
- 316